# Ǫ̈
Ǫ̈ (minuscule : ǫ̈), appelé O tréma ogonek, est une lettre latine utilisée dans l’écriture du våmhusmål (sv).
Il s’agit de la lettre O diacritée d’un tréma et d’un ogonek.

## Représentations informatiques
Le O tréma ogonek peut être représenté avec les caractères Unicode suivants : 
- composé et normalisé NFC (latin étendu A, diacritiques)[1],[2] :

| formes    | représentations | chaînes de caractères | points de code | descriptions                                       |
| --------- | --------------- | --------------------- | -------------- | -------------------------------------------------- |
| capitale  | Ǫ̈               | Ǫ◌̈                    | U+0104 U+0308  | lettre majuscule latine o ogonek diacritique tréma |
| minuscule | ǫ̈               | ǫ◌̈                    | U+0105 U+0308  | lettre minuscule latine o ogonek diacritique tréma |

- décomposé et normalisé NFD (latin de base, diacritiques) :

| formes    | représentations | chaînes de caractères | points de code       | descriptions                                                   |
| --------- | --------------- | --------------------- | -------------------- | -------------------------------------------------------------- |
| capitale  | Ǫ̈               | O◌̨◌̈                   | U+004F U+0328 U+0308 | lettre majuscule latine o diacritique ogonek diacritique tréma |
| minuscule | ǫ̈               | o◌̨◌̈                   | U+006F U+0328 U+0308 | lettre minuscule latine o diacritique ogonek diacritique tréma |